# Ready an' Willing
Ready an' Willing treći je studijski album engleskog hard rock sastava Whitesnake, objavljen u svibnju 1980. godine. Na albumu se nalaze dvije hit skladbe koje su na top ljestvicama zauzele 13. ("Fool for Your Loving") i 43. ("Ready an' Willing") mjesto.

## Popis pjesama
1. "Fool for Your Loving" (Coverdale, Moody, Marsden) – 4:17
2. "Sweet Talker" (Coverdale, Marsden) – 3:38
3. "Ready an' Willing" (Coverdale, Moody, Neil Murray, Jon Lord, Ian Paice) – 3:44
4. "Carry Your Load" (Coverdale) – 4:06
5. "Blindman" (Coverdale) – 5:09
6. "Ain't Gonna Cry No More" (Coverdale, Moody) – 5:52
7. "Love Man" (Coverdale) – 5:04
8. "Black and Blue" (Coverdale, Moody) – 4:06
9. "She's a Woman" (Coverdale, Marsden) – 4:07

#### Bonus pjesme (2006.)
1. "Love for Sale" (Coverdale) – 3:05
2. "Ain't No Love in the Heart of the City (uživo)" (Michael Price, Dan Walsh) – 6:54
3. "Mistreated (uživo)" (Coverdale, Ritchie Blackmore) – 13:30
4. "Love Hunter (uživo)" (Coverdale, Moody, Marsden) – 5:56
5. "Breakdown (uživo)" (Coverdale, Moody) – 5:38
  - Skladbe u živo snimane su: The Reading Festival 1979.

## Osoblje
- David Coverdale – vokali
- Micky Moody – gitara
- Bernie Marsden – gitara
- Jon Lord – klavijature
- Neil Murray – bas-gitara
- Ian Paice – bubnjevi